# Santiago de Pinos
Santiago de Pinos är en ort i Mexiko.   Den ligger i kommunen San Sebastián del Oeste och delstaten Jalisco, i den centrala delen av landet, 600 km väster om huvudstaden Mexico City. Santiago de Pinos ligger 1 125 meter över havet och antalet invånare är 556.
Terrängen runt Santiago de Pinos är kuperad åt nordväst, men åt sydost är den bergig. Runt Santiago de Pinos är det mycket glesbefolkat, med 6 invånare per kvadratkilometer. Santiago de Pinos är det största samhället i trakten. I omgivningarna runt Santiago de Pinos växer huvudsakligen savannskog.